# Lluc (Biosca)
Lluc és una masia del municipi de Biosca (Solsonès) que forma part de l'Inventari del Patrimoni Arquitectònic de Catalunya. S'hi va per la pista que surt de Lloberola en direcció a Sant Climenç. A uns 5,5 km s'hi arriba.

## Descripció
És un edifici de dos cossos, el primer cos, té dues plantes i les golfes i quatre façanes. A la façana oest, a la planta baixa, a la dreta, hi ha una gran entrada amb arc rebaixat i porta de fusta de doble batent. A sobre hi ha una petita coberta. Al pis següent a la part esquerra hi ha un balcó amb barana de ferro, té llinda de fusta. A la dreta, a sobre de l'entrada, hi ha una finestra amb llinda de fusta.
A la façana sud, a la part dreta, sobresurt una estructura circular, que té funció de dipòsit. Al primer pis, hi ha una finestra amb llinda de fusta, a les golfes a la dreta, hi ha una petita obertura. A la façana est (l'oposada a la principal), la part dreta, pràcticament ocupada pel segon cos d'habitatge. Hi ha dues finestres al primer pis, i dues de més petites a les golfes. A la façana nord, a la planta baixa, a la dreta, hi ha una entrada amb arc de mig punt adovellat, a la seva esquerra, hi ha una entrada amb llinda de fusta. A la primera planta a la dreta, hi ha un balcó amb barana de ferro, a la seva esquerra hi ha una finestra amb llinda de pedra. Coberta de dos vessants, feta de bigues de fusta i teules.
El segon cos d'habitatge, està adjunt al primer, per la façana est. A la façana nord, hi ha una entrada amb llinda de fusta i porta de fusta, al pis següent, hi ha dues finestres la de la dreta, amb llinda de fusta i la de l'esquerra, amb llinda de pedra. A la façana sud, hi ha una petita finestra. A la façana est, hi ha un balcó amb barana de ferro. La coberta és de dos vessants, feta de bigues de fusta i teules.
Hi ha diversos edificis més amb funcions ramaderes.
A l'interior, hi ha una pica rentaplats, que es conserva des de la construcció de la casa. Forma una arcada de pedra encastada al mur del menjador.
A uns metres hi ha una petita ermita de quatre façanes i una planta. Té planta rectangular. A la façana principal,hi ha entrada rectangular i porta de fusta. A sobre té una petita obertura i una senzilla espadanya d'una sola obertura. L'interior la coberta és lleugerament apuntada. La podem datar aproximadament al segle xiv.